# Idioma ladino
El ladino (ladin; en italiano: ladino; en alemán: Ladinisch) es una lengua retorromance hablada en Italia, en las regiones Trentino-Alto Adigio y Véneto. Está reconocido oficialmente en 54 comunas italianas de las provincias de Trento, Bolzano y Belluno.
- El ladino estándar es lengua oficial en: 
  - Provincia autónoma de Trento
  - Provincia autónoma de Bolzano
  - Provincia de Belluno

## Aspectos históricos, sociales y culturales

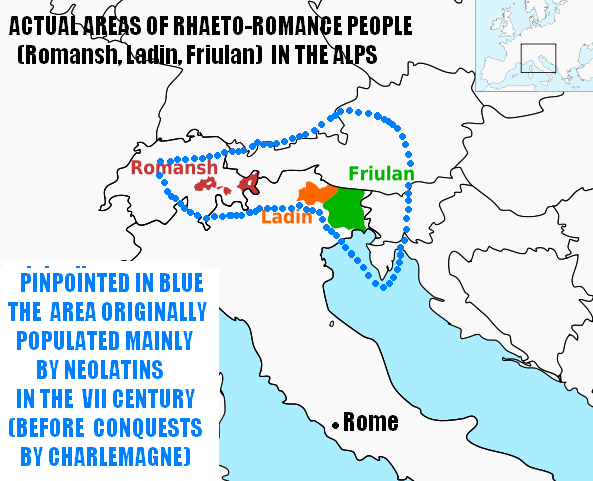
Las lenguas retorromances en los últimos 1200 años

Después de la caída del Imperio romano, el idioma ladino —que era hablado en todo el arco alpino de la Recia romana (y en parte del Noricum)— fue perdiendo terreno frente a las invasiones bárbaras. Actualmente se encuentra consolidado alrededor de los Alpes Dolomitas.
Heinrich Schmid estudió extensivamente el romanche así como el ladino dolomita, y sus trabajos estimularon el interés de los romanistas por las lenguas retorrománicas.

## Clasificación
Junto con el romanche y el friulano forma las lenguas retorrománicas.
El ladino puede ser clasificado en las siguientes variedades lingüísticas:

### Variedad atesina del Sella
A esta variedad, así llamada por el río Adigio (en latín Athesis) y el macizo Sella, pertenecen los dialectos del Alto Adigio:
- dialecto del valle de Gardena (Gherdëina), 9 196 habitantes, 88,44 % ladinohablantes;
- dialecto del valle de Badia y de Marebbe, 10 632 habitantes, 94,05 % ladinohablantes.

Los dialectos de la variedad atesina son los que han conservado mejor que los otros las características originales de la lengua ladina.

### Variedad trentina del Sella
El dialecto del Val di Fassa en Trentino está subdividido a su propia vez en:
- moenat
- brach
- cazet.

Están 7 553 nativos ladinos (82,8 % de la población del valle).
El dialecto de Fassa está mezclado con el dialecto trentino, de origen véneto y lombardo.

### Variedad agordina del Sella
Se hablan en provincia de Belluno:
- Fodom o ladino del alto valle Cordevole, hablado en Livinallongo del Col di Lana y Colle Santa Lucia
- Rocchesano en Rocca Pietore (Lad. La Ròcia).
- Dialecto de Laste di Sopra (lad. Laste de Sora) y de Sottoguda (lad. Stagùda).
- En Alleghe se habla un dialecto ladino-véneto, que presenta influencias del idioma véneto.[5]
- También los idiomas de Agordo y de su valle, así come en el Valle del Biois (desde Cencenighe Agordino hasta Falcade) se consideran semiladinos.

### Variedad de Ampezzo
En Cortina d'Ampezzo (Anpezo) se hablan sobre todo véneto e italiano. El ladino que todavía se habla aquí es similar a la variedad cadorina.

### Variedad cadorina
En provincia de Belluno la lengua ladina se habla en Cadore y Comelico en forma de ladino cadorino. Se conoce el idioma cadorino propio y el comeliano, hablado en la zona de Comelico, que es un dialecto que también se ha conservado.
El vajontino está clasificado a veces a la variedad cadorina. Se habla en el área de Erto e Cimolais en la provincia de Pordenone (Friul) y, por tanto, se parece al friulano occidental.

### Variedades Nones y Solandro
El Trentino occidental, en el Val di Non, Val di Sole, Val di Peio, Val di Rabbi y parte del Val Rendena, separados del área dolomítica, se hablan idiomas ladinos con influencias del dialecto trentino y del idioma lombardo.

### Ladino estándar
Un proyecto ha sido financiado por las provincias de Trento y Bolzano, SPELL (Servisc per la planificazion y Elaborazion dl Lingaz Ladin – «Servicio para la planificación y la elaboración de la lengua ladina»), para crear un ladino escrito estándar y unificar las variedades ladinas. Esta lengua artificial no tuvo el éxito esperado.

## Descripción lingüística

### Fonología
El ladino estándar tiene el siguiente inventario consonántico:
|             | Labial | Labio- dental | Dental y alveolar | Alveo- palatal | Post- alveolar | Palatal | Velar | Glotal |
| ----------- | ------ | ------------- | ----------------- | -------------- | -------------- | ------- | ----- | ------ |
| Nasal       | m      |               | n                 |                |                | ɲ       | ŋ     |        |
| Oclusiva    | p b    |               | t d               |                |                |         | k ɡ   |        |
| Africada    |        |               | ts                | tɕ dʑ          |                |         |       |        |
| Fricativa   |        | f v           | s z               |                | ʃ ʒ            |         |       | h      |
| Aproximante |        |               | ɹ                 |                |                |         |       |        |
| Lateral     |        |               | l                 |                |                |         |       |        |
El inventario de vocales en ladino estándar es el que se muestra a continuación:
| Monoptongos | Anterior | Central | Posterior |
| ----------- | -------- | ------- | --------- |
| Cerrada     | i        |         | u         |
| Media       | e        |         | o         |
| Abierta     | ɛ        |         | ɔ         |
| Abierta     | a        | a       | a         |
La vocal [ɜ], escrita como <ë>, como en Urtijëi (pronunciationⓘ), aparece en algunas variedades locales pero no en la lengua estándar.

### Texto comparativo
La primera parte del Padrenuestro en ladino estándar, latín e italiano estándar:
| Ladino | Latín | Italiano | Español |
| --- | --- | --- | --- |
| Pere nost, che t’ies en ciel, al sie santifiché ti inom, al vegne ti regn, sia fata tia volonté, coche en ciel enscì en tera. | Pater noster, qui es in caelis: sanctificetur Nomen Tuum; adveniat Regnum Tuum; fiat voluntas Tua, sicut in caelo, et in terra. | Padre nostro che sei nei cieli, sia santificato il tuo Nome, venga il tuo Regno, sia fatta la tua Volontà come in cielo così in terra. | Padre nuestro, que estás en el cielo, santificado sea tu nombre. Venga a nosotros tu reino, Hágase tu voluntad, así en el cielo como en la tierra. |

### Frases comunes
El siguiente cuadro compara diferentes variedades ladinas:
| Italiano             | Val Gardena     | Val di Fassa        | Zoldo             | Alleghe          | Nones                                 | Solandro                                        | Español               |
| -------------------- | --------------- | ------------------- | ----------------- | ---------------- | ------------------------------------- | ----------------------------------------------- | --------------------- |
| Come ti chiami?      | Co es’a inuem?  | Che èste pa inom?   | Ke asto gnóm?     | Kome te ciameto? | Come te clames po? (Che gias nom po?) | Come te ciames po? (Che/Chje gh'às/jas nòm po?) | ¿Cómo te llamas?      |
| Quanti anni hai?     | Tan d’ani es’a? | Cotenc egn èste pa? | Quainch agn asto? | Kotanc agn asto? | Canti ani gias po?                    | Quanti àni gh’às/jas po?                        | ¿Cuántos años tienes? |
| (Me ne) Vado a casa. | Vedi a cësa.    | Vae a ciasa.        | Vade a casa.      | Vade a ciesa.    | Von a ciasa.                          | Von a chjasa / casa.                            | (Me) Voy a casa.      |
| Dove abiti?          | Ulà stessa?     | Olà staste pa?      | An do stasto?     | Ulà stasto?      | En do abites?                         | ’Ndo abites po?                                 | ¿Dónde vives?         |
| Vivo a Trento.       | Stei a Trent.   | Stae ja Trent.      | Staghe a Trento.  | Stae a Trient.   | Vivi a Trent. (Ston a Trent)          | Vivi a Trent. (Ston a Trent)                    | Vivo en Trento.       |

## Literatura
Durante siglos el ladino solo transmitió las versiones orales de su herencia literaria. 
Los primeros textos literarios fueron creados en la segunda mitad del siglo XIX. Hay dos razones para este retraso: el aislamiento geográfico y/o la falta de un centro cultural, pero sobre todo, las condiciones de vida difíciles.
Las primeras obras literarias incluyen traducciones de la Biblia, colecciones de proverbios, sagas y un borrador de una gramática ladina. Los primeros autores en escribir en ladino fueron clérigos del Seminario en Brixen. 
Micurà de Rü y Jambatista Alton de Val Badia, para Fascia, Giuseppe Brunel y Hugo de Rossi, para Gherdëina, Wihelm Moroder-Lusenberg y Archangelus Lardschneider-Ciampac son las personalidades académicas del siglo XIX. Uno de los primeros poetas en escribir en ladino fue Angelo Trebo de La Pli (1862-1888).
Después de la Segunda Guerra Mundial aparecieron las primeras traducciones importantes en ladino, incluyendo numerosas obras literarias y especialmente la poesía en ladino. Las nuevas formas de verso que se crearon tomaron su lugar junto a la poesía popular y almanaques anuales. Los autores desarrollaron un lenguaje que era cada vez más adecuado a las necesidades de la nueva generación.
Después de la publicación de las primeras novelas, comenzó un período literario que hizo posible el intercambio de ideas con el mundo exterior y con otros autores ladinos.

### Cronología literaria
El primer ejemplo de un texto publicado en ladino hablado en la zona de Sella fue una proclamación de una ordenanza en 1631.
En 1864 el párroco de Ortisei, Josef Anton Vian de Fascia, publicó la primera gramática de Ladino Gherdëina.
El primer libro escrito enteramente en ladino fue "Storia d'S.Genofefa" de Jan Mati Declara.
La primera asociación inter-ladina en el Tirol fue fundada en Innsbruck. Wilhelm Moroder-Lusenberg publicó la revista "L'Amik di ladinos" (tres números) en 1905.
El periódico “Der Ladiner” (El Ladino) fue publicado en 1908. (2 números).
En Gherdëina, en 1911, se inició la publicación de una serie de publicaciones anuales en la forma de un libro para toda la familia. La publicación recomenzó en 1948.
Los representantes de los valles ladinos se reunieron en Jëuf de Frea (puerto de montaña entre Val Badia - Gherdëina), en 1920, para proclamar el derecho a la autodeterminación. En 1946 tiene lugar el nacimiento de la organización política "Zent Ladina", que fue de corta duración.

## Difusión
La lengua ladina está reconocida en 54 comunas. El área oficialmente ladina cuenta con alrededor de 92.000 habitantes, pero no es posible indicar exactamente el número de ladinohablantes, ya que solamente en Trentino-Alto Adigio los ciudadanos declaran su pertenencia a un grupo lingüístico en ocasión del censo de la población.
En el área todavía no reconocida, sobre todo el Val di Non en Trentino, el 23,19 % se declaró de habla ladina en 2011 respecto al 17,54 % de 2001.
| Provincia | 2001   | 2011   |
| --------- | ------ | ------ |
| Bolzano   | 18 736 | 20 548 |
| Trento    | 16 462 | 18 550 |

### Provincia de Bolzano

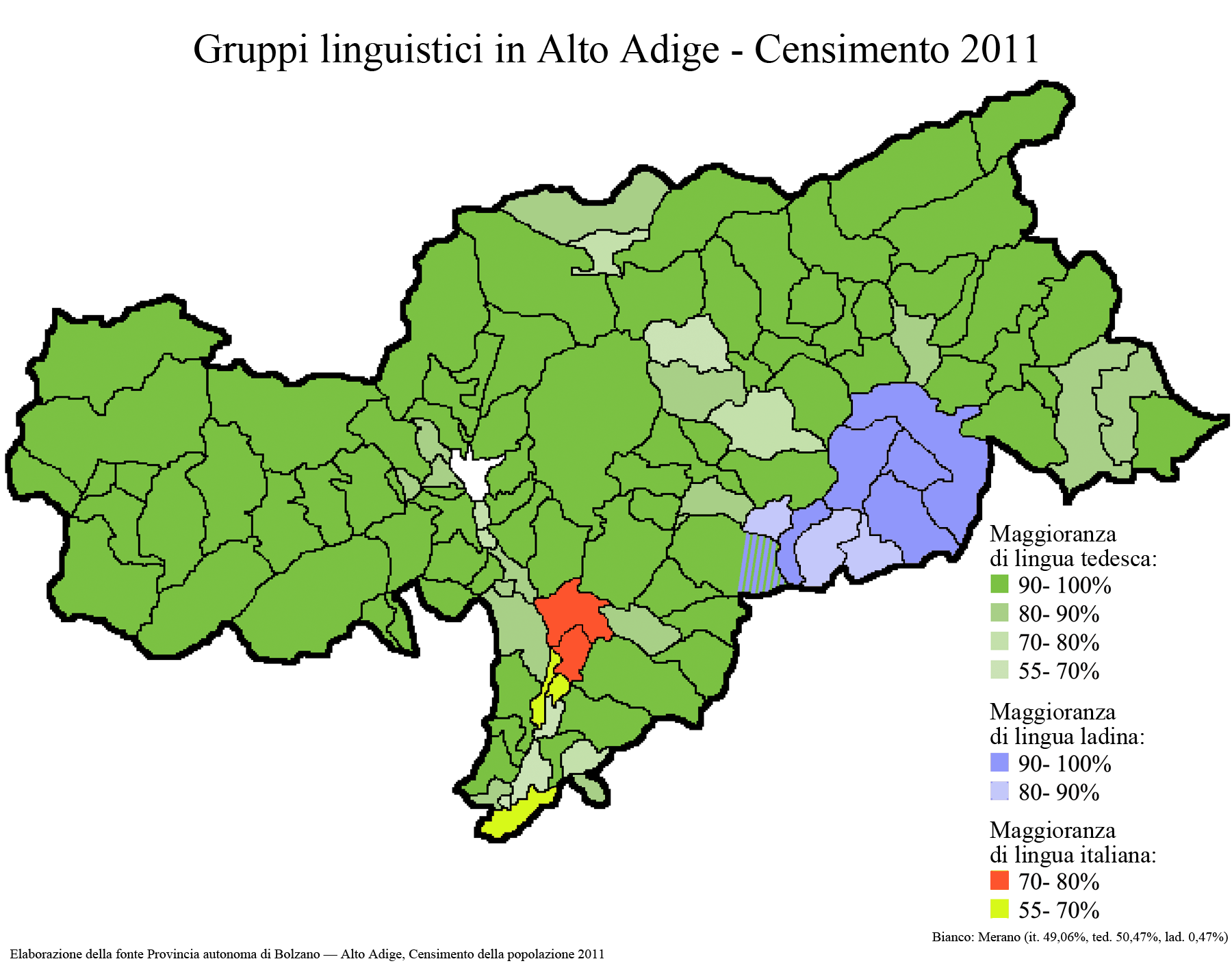
Lengua ladina en Alto Adigio

El censo de 2011 registró 20 548 habitantes ladinos, es decir, el 4,53 % de la población de la provincia. En 8 de 116 comunas la lengua ladina es hablada por la mayoría.
| Nombre italiano            | Nombre ladino            | Habitantes | Ladinos |
| -------------------------- | ------------------------ | ---------- | ------- |
| Badia                      | Badia                    | 3366       | 94,07 % |
| Corvara in Badia           | Corvara                  | 1320       | 89,70 % |
| La Valle                   | La Val                   | 1299       | 97,66 % |
| Marebbe                    | Mareo                    | 2914       | 92,09 % |
| Ortisei                    | Urtijëi                  | 4659       | 84,19 % |
| San Martino in Badia       | San Martín de Tor        | 1733       | 96,71 % |
| Santa Cristina Valgardena' | Santa Cristina Gherdëina | 1873       | 91,40 % |
| Selva di Val Gardena       | Sëlva                    | 2664       | 89,74 % |
| Provincia                  |                          |            | 4,53 %  |

En la comuna de Castelrotto está una minoría ladina del 15,37 %.

### Provincia de Trento

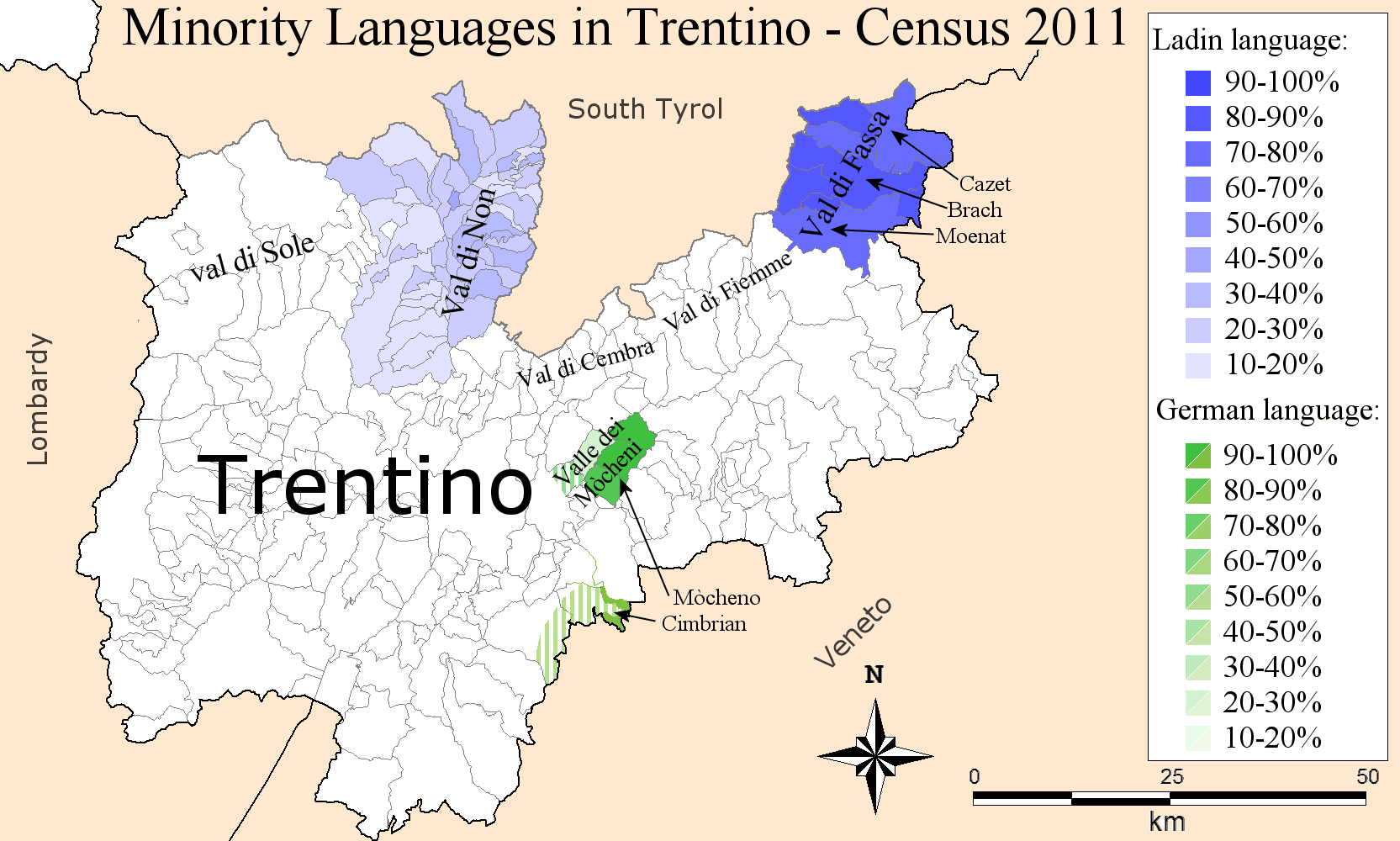
Lengua ladina en Trentino

El censo de 2011 registró 18 550 declaraciones ladinas. Los ladinos viven en el Valle di Fassa, donde están reconocidos, y en el Valle de Non, donde el ladino todavía no está reconocido, a pesar del hecho que lo ladinos de Non son más numerosos que en Fassa.
| Nombre italiano     | Nombre ladino | Habitantes | Número de ladinos | Porcentaje de ladinos |
| ------------------- | ------------- | ---------- | ----------------- | --------------------- |
| Campitello di Fassa | Ciampedel     | 740        | 608               | 82,2 %                |
| Canazei             | Cianacei      | 1911       | 1524              | 79,7 %                |
| Mazzin              | Mazin         | 493        | 381               | 77,3 %                |
| Moena               | Moena         | 2698       | 2126              | 78,8 %                |
| Pozza di Fassa      | Poza          | 2138       | 1765              | 82,6 %                |
| Soraga              | Sorega        | 736        | 629               | 85,5 %                |
| Vigo di Fassa       | Vich          | 1207       | 1059              | 87,7 %                |
| Provincia           |               | 526 510    | 18 550            | 3,5 %                 |

### Provincia de Belluno

Lengua ladina en provincia de Belluno (en azul oscuro el área que hasta 1918 fue parte del Tirol austriaco, en azul claro el resto del área ladina)

En las siguientes comunas el ladino está reconocido: Agordo, Alleghe, Auronzo di Cadore, Borca di Cadore, Calalzo di Cadore, Canale d'Agordo, Cencenighe Agordino, Cibiana di Cadore,  Colle Santa Lucia, Comelico Superiore,  Cortina d'Ampezzo, Danta di Cadore, Domegge di Cadore, Falcade, Forno di Zoldo, Gosaldo, La Valle Agordina, Livinallongo del Col di Lana, Lozzo di Cadore, Ospitale di Cadore, Perarolo di Cadore, Pieve di Cadore, Rivamonte Agordino, Rocca Pietore, San Nicolò di Comelico, San Pietro di Cadore, San Tomaso Agordino, San Vito di Cadore, Santo Stefano di Cadore, Selva di Cadore, Taibon Agordino, Vallada Agordina, Valle di Cadore, Vigo di Cadore, Vodo di Cadore, Voltago Agordino, Zoldo Alto, Zoppè di Cadore.